# San Marino Calcio
L'A.C. San Marino Calcio, meglio nota come San Marino Calcio, o più semplicemente come San Marino, è una società calcistica sammarinese, con sede ad Acquaviva. Milita in Serie D, la quarta divisione del campionato italiano.
Fondata nel 1960 con il nome di Società Sportiva Serenissima, nel 1973 cambiò denominazione in Associazione Calcio San Marino e nel 2000 assunse il nome di San Marino Calcio. Dopo essersi sciolta nel 2019, anno in cui cedette il titolo sportivo al Cattolica, fu rifondata nel 2021 con il nome Victor San Marino. Nel 2024 assunse la denominazione attuale. 
È l'unico club del suo Paese ad avere militato esclusivamente nel sistema calcistico italiano e l'unico ad avere giocato in campionati professionistici, dal momento che lo status del campionato sammarinese è il dilettantismo.
Nel corso della sua storia ha disputato cinque campionati di terza serie; il miglior risultato raggiunto è il nono posto nel girone A di Lega Pro Prima Divisione 2012-2013. 
I colori sociali sono il bianco e l'azzurro, corrispondenti ai colori della bandiera nazionale.

## Storia

### Dalle origini agli anni ottanta
Dopo che nella stagione 1959-1960 era stata la Libertas-Tre Penne, con l'appoggio della Federazione Sammarinese Giuoco Calcio, a giocare nei campionati italiani, nell'estate 1960 la stessa Federazione assunse direttamente l'incarico di allestire una formazione sammarinese che potesse militare nel sistema calcistico italiano. Nacque così la Società Sportiva Serenissima, con gli stessi colori sociali (bianco e azzurro) e campo di gioco (campo sportivo di Fiorentino) della Libertas-Tre Penne.
La squadra parte dalla Seconda Categoria emiliana, poiché in quel Comitato Regionale non esisteva ancora la Terza Categoria. Nel 1962 arrivò già la prima promozione, dopo il successo contro il Chiavicone di Forlì.
Dal 1965 la Serenissima, che fino a quel momento era stata controllata e gestita dalla Federazione Sammarinese, passò in mano ad un gruppo di privati, a cui capo venne eletto l'industriale Carlo Tonolli.
Nel frattempo cambiò anche il terreno di gioco: si passò infatti dal campo sportivo di Fiorentino allo stadio di Serravalle, che dal 1985 prende il nome di "Olimpico". La presidenza passò al dottor Giancarlo Ghironzi, ex calciatore della Libertas, ma la società retrocedette nel campionato di Promozione nel 1973.
La Serenissima e la Juvenes decisero allora di unire le loro forze e, con il beneplacito della Federazione, si unirono dando vita all'Associazione Calcio San Marino che partecipò nel 1973-1974 al campionato di Promozione. La fusione si rivelò però fallimentare.
Nel 1985 iniziò un ottimo periodo per la società biancazzurra. Con l'allenatore Gabriele Lucchi in panchina e il presidente Germano De Biagi, la squadra centrò tre promozioni in quattro anni che la portarono dalla Prima Categoria fino alla Serie C2. Nel 1987 i biancazzurri furono scavalcati in classifica dal Riccione, a campionato già concluso per questioni disciplinari, ma la promozione arrivò comunque l'anno successivo.

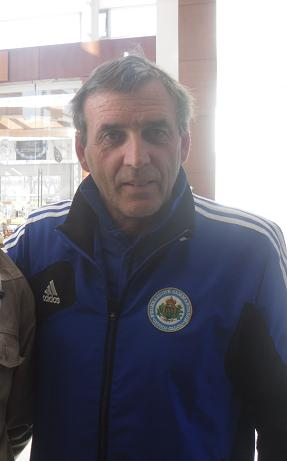
Giampaolo Mazza allenò il San Marino nella stagione 1989-1990.

La società cambiò anche denominazione sociale passando da A.C. San Marino a San Marino Calcio, il nome attuale. Il primo campionato tra i professionisti fu fallimentare: i Titani arrivarono penultimi e retrocessero in Serie D.

### Gli anni novanta
Negli anni novanta la società biancazzurra militò nel campionato di Serie D, eccezion fatta per due campionati non consecutivi in Eccellenza, entrambi vinti dal San Marino (nell'ultimo alla guida dei Titani c'era Giampaolo Mazza, in seguito commissario tecnico della Nazionale sammarinese).
Nella stagione 1999-00 la società rinforzò l'organico e l'affido a Sauro Trillini, ex allenatore del Sansepolcro. La squadra raggiunse la vetta, ma dopo alcune sconfitte scivolò al quarto posto e il girone d'andata si concluse con la sconfitta a Fano, fatale per l'allenatore.
La squadra venne affidata allora a Franco Bonavita, che aveva già vinto un campionato d'Eccellenza con i Titani. Nel girone di ritorno i Titani non conobbero la sconfitta (12 vittorie e 5 pareggi, 28 gol fatti ed 8 subiti) e cancellarono il distacco dalla capolista Renato Curi Angolana.
L'ultima giornata di campionato vide il successo del San Marino sul campo della Nuova Jesi, con una rete di Ignazio Damato nei minuti conclusivi: i Titani vinsero il campionato (+ 2 sull'Angolana) e poterono ritornare fra i professionisti.

### Gli anni duemila
Nella stagione 2000-01 il San Marino, guidato in panchina da Franco Bonavita prima e Mirko Fabbri dopo, chiude il campionato in 10ª posizione, totalizzando 44 punti (11 vittorie, 11 pareggi).
La stagione successiva i Titani dell'allenatore Romeo Azzali arrivano in 6ª posizione, mancando per poco i play-off, con 54 punti. Anche in quest'annata è Andrea Tedeschi il miglior marcatore dei biancazzurri: per lui 11 centri (9 reti nella stagione precedente).
Nella stagione 2003-04 il San Marino, con in panchina Gabriele Morganti, Claudio Regno ed infine Massimo Morgia, centrano la 4ª posizione, grazie ad un ottimo girone di ritorno, e per la prima volta partecipano agli spareggi promozione.

I Titani abbandonano però il sogno C1 già in semifinale, cedendo 3-2 nella partita di ritorno con il Gualdo (l'andata fu vinta dai biancazzurri per 1-0, ma passò il turno la formazione umbra grazie al miglior piazzamento in classifica).
Nel 2004-05 i biancazzurri centrano nuovamente la 4ª posizione ed i play-off dopo esser stati anche in testa al campionato. Ai play-off i Titani si arrendono nuovamente in semifinale: 2-1 e 0-2 i punteggi contro la Cisco Roma.
Nell'estate 2005, tuttavia, grazie anche all'impegno di società e Federazione, il San Marino viene ripescato in Serie C1 al posto delle molte squadre fallite. I Titani arrivano perciò per la prima volta nella terza divisione del calcio professionistico italiano. Il campionato però, complice anche lo scarso periodo disponibile per i trasferimenti dopo la conferma del ripescaggio, è tutt'altro che semplice. Il San Marino chiude al penultimo posto e deve passare per i play-out per poter restare nella serie appena conquistata.
Nella gara d'andata contro la Pro Sesto il San Marino s'impone per 1-0 grazie ancora a Federico Piovaccari, autore del gol, e al portiere Roberto Colombo, che para l'ennesimo rigore della stagione. Proprio il bomber varesino e il portiere brianzolo sono stati tra i migliori biancazzurri della stagione, insieme al capitano Mirko Taccola e all'altro attaccante Alberto Villa.

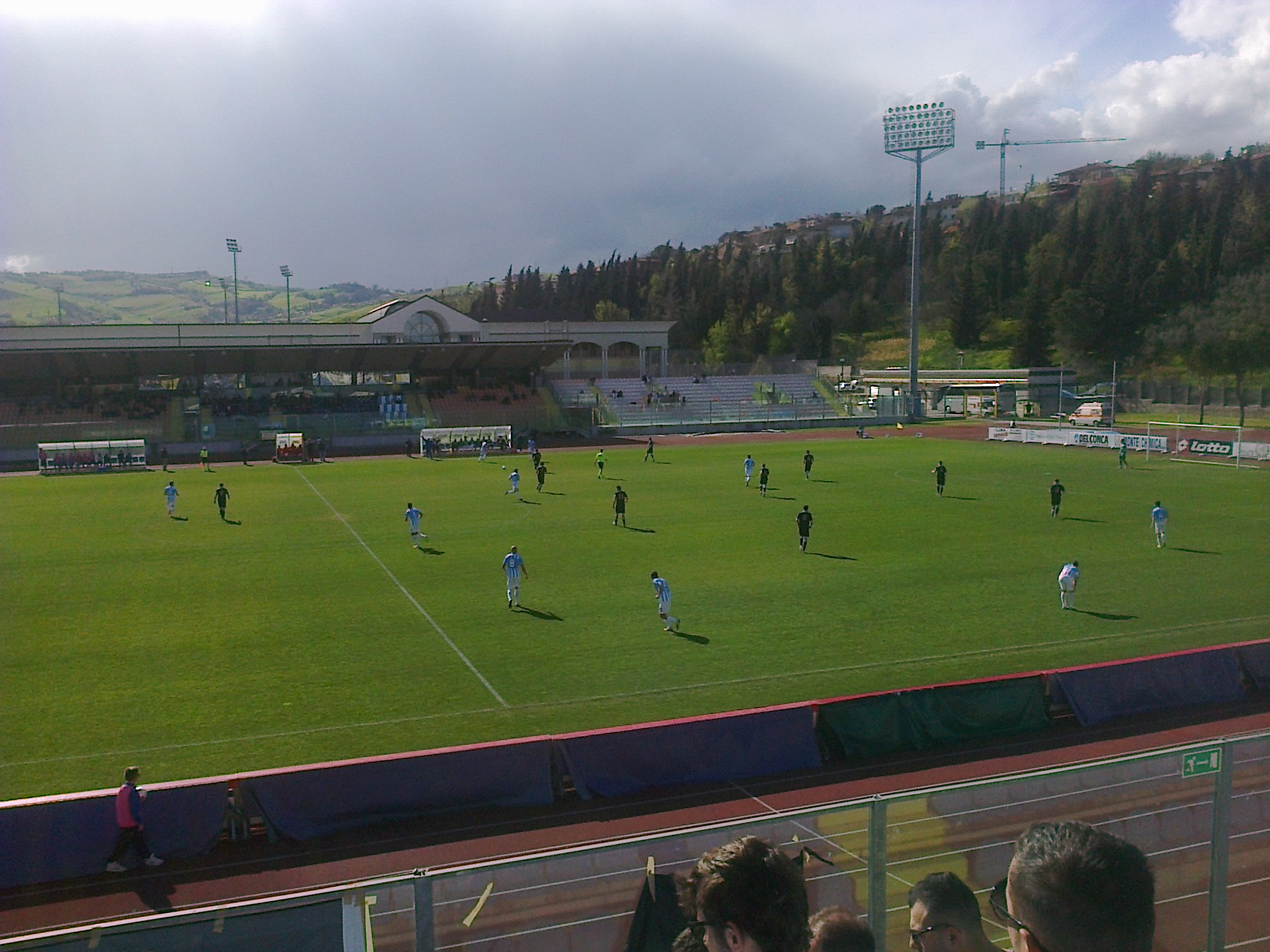
Una fase di partita tra San Marino ed Entella, durante il campionato di Lega Pro Prima Divisione 2013-2014.

Nella fondamentale partita di ritorno, i Titani, che non potevano permettersi di perdere, riescono a pareggiare 0-0 allo stadio Breda e ottengono la permanenza in C1.
Nella stagione 2006-07 il San Marino è stato inserito nel girone sud insieme al Ravenna, fatto che ha suscitato alcune polemiche, soprattutto nell'ambiente giallorosso. In questa stagione i Titani arrivano di nuovo penultimi, e sfidano ai play-out il Martina. L'andata giocata in casa vede il San Marino soccombere per 2-0, mentre al ritorno in Puglia finisce 1-1. A causa di questi risultati il San Marino dopo due anni di terza serie torna in Serie C2.
Nel mese di dicembre del 2006, Werther Cornieti ha lasciato la carica di presidente per le presunte polemiche e critiche nei suoi riguardi sollevate durante una trasmissione sportiva. L'incarico è stato affidato all'imprenditore sammarinese Daniele De Luigi. Nella stagione 2007-2008 i Titani arrivano quinti conquistando l'ultimo posto valido per i play-off. In semifinale l'avversario è il Bassano. All'andata il San Marino vince 2-0 ma al ritorno viene battuto per 3-1 e viene quindi eliminato a causa del peggior piazzamento in classifica. La stagione 2008-09 sarà molto travagliata per i Titani, che arrivano terzultimi venendo costretti a giocare i play-out col Poggibonsi. All'andata il San Marino vince 3-1 e al ritorno, nonostante la sconfitta per 1-0, i Titani conquistano la salvezza. Nel corso della stagione, a marzo 2009 il nuovo presidente del club biancazzurro diventa l'imprenditore Claudio Petronici. Nella stagione successiva il San Marino giunge secondo dietro alla Lucchese qualificandosi ai play-off. In semifinale i Titani eliminano la Sangiovannese, ribaltando lo 0-1 in trasferta con un successo per 3-1 in casa. In finale l'avversario sarà il Gubbio di Torrente, che all'andata si impone 2-0 nel proprio stadio. Al ritorno al San Marino non riesce la rimonta, infatti il Gubbio vince ancora 2-0 salendo in Prima Divisione e costringendo il San Marino al quarto anno di fila in Seconda Divisione (nuovo nome della Serie C2). Per la stagione il presidente diventa Germano De Biagi. Il San Marino si qualifica di nuovo ai play-off arrivando quinto. In semifinale affronta la Carrarese, perdendo 1-0 in casa all'andata. Nella gara di ritorno i Titani sono costretti a vincere con due gol di scarto a Carrara per accedere alla finale. I Titani vanno clamorosamente avanti 2-0 ma subiscono a 20 minuti dalla fine il gol del 2-1 che significa eliminazione.

### Gli anni duemiladieci
L'11 luglio 2011 De Biagi lascia la carica di presidente, che viene acquisita dall'imprenditore riminese Danilo Pretelli operante nel campo dell'edilizia, che a sua volta abbandona la presidenza del Real Rimini Football Club concessagli in affitto nella stagione 2010/11. Germano De Biagi rimane comunque nell'organigramma societario, assumendo il ruolo di amministratore delegato. Alla fine della stagione 2011-2012, con il secondo posto maturato, il San Marino Calcio ritorna in terza serie dopo 5 anni di assenza.
Il 7 giugno 2013, dopo un campionato sorprendente finito al nono posto, con una salvezza tranquilla, si chiude dopo 29 anni l'esperienza di Germano De Biagi. Viene nominato presidente Luca Mancini, ex direttore generale del Cesena e scelto come nuovo allenatore Fernando José de Argila Irurita, esonerato poi il 17 dicembre dello stesso anno per gli scarsi risultati conseguiti e sostituito sulla panchina da Agatino Cuttone, chiude la stagione in penultima posizione, risultato che comunque vale l'accesso alla Lega Pro unica grazie alle regole in vigore quell'anno che annullano le retrocessioni in Prima Divisione.
Nella stagione 2014-2015 la squadra finisce al 20º ed ultimo posto nella nuova Lega Pro a girone unico. Retrocede quindi in Serie D, dove viene inserito, dopo alcune vicissitudini che avrebbero potuto portare alla non iscrizione, nel girone del fallito Parma. La stagione 2015-2016 inizia molto bene per i sammarinesi, che chiudono la regular season al quarto posto venendo eliminati solo in semifinale ai playoff. Nel 2016-2017 la squadra sammarinese non riesce a confermarsi al livello della stagione precedente arrivando al nono posto in campionato e venendo eliminata al primo turno in Coppa Italia Serie D.
Nel 2017-2018 la squadra migliora la posizione in campionato, arrivando settima, ma conferma l'andamento in Coppa Italia Serie D venendo eliminata al primo turno. La stagione 2018-2019 si rivela più complicata e il San Marino termina la stagione in terzultima posizione, a un solo punto dalla zona retrocessione diretta. I biancoazzurri sono dunque costretti a giocarsi i play-out in casa del Pavia che riescono a battere per 1 a 0, garantendosi la salvezza.
Il San Marino Calcio si sciolse il 4 luglio 2019, quando cedette il titolo sportivo al Cattolica, il quale trasferì la sede legale nella Repubblica di San Marino, ferma restando l'attività sportiva in Italia. Il nuovo sodalizio, con la denominazione Cattolica S.M. Calcio, proseguiva la tradizione sportiva della squadra riminese e quindi il vecchio San Marino viene sciolto.

### Gli anni duemilaventi
Nel 2021 viene fondata l'Associazione Sportiva Dilettantistica Victor San Marino, con sede ad Acquaviva, avente l'obiettivo di ricreare una squadra di calcio sammarinese che giochi nel campionato italiano. Nel corso del 2024 la proprietà passa di mano da Luca Della Balda a Emiliano Montanari, mentre il club cambia denominazione in A.C. San Marino Calcio.

## Colori e simboli

### Colori
I colori del San Marino sono il bianco e l'azzurro così come quelli della Repubblica di San Marino.

### Simboli ufficiali
Il simbolo del club è il Titano che è quello che rappresenta anche la propria nazione. In virtù di ciò, i giocatori vengono soprannominati titani, ma anche biancoazzurri in funzione dei colori sociali.

#### Stemma

Lo stemma del San Marino fino al 2019.

Lo stemma del San Marino fino al 2019 era contornato da 4 pergamene gialle all'interno delle quali c'era scritto in nero, a sinistra: TITANUS; al centro: AGGRESSURUS; a destra: OLYMPUM e, in alto San Marino Calcio. In alto ed in basso erano presenti delle strisce bianche e azzurre che erano interrotte da un riquadro con dentro il disegno in azzurro di un titano che con la mano destra teneva una spada e con la mano sinistra un pallone da calcio; ai piedi del titano si trovavano due cerchi che contenevano: quello a sinistra le tre Torri di San Marino e quello a destra un disegno più o meno analogo con delle torri al di sopra delle quali sono posti dei palloni da calcio.

## Strutture

### Stadio

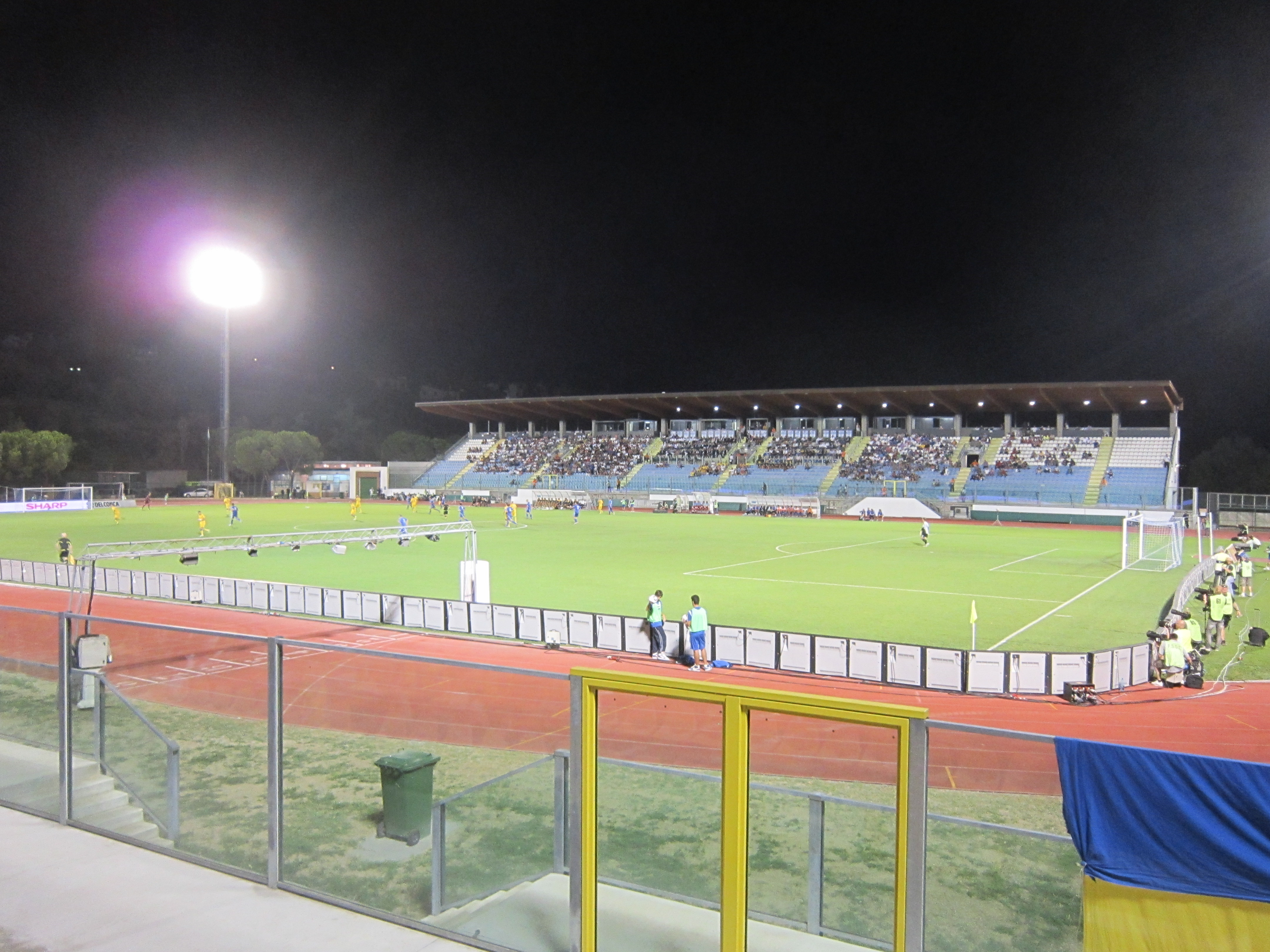
Il San Marino Stadium, teatro delle partite interne del San Marino dal 1969 al 2018.

Dal 1960 al 1969 il San Marino giocava le partite interne al campo sportivo del castello di Fiorentino.
Nel 1969 si è trasferito allo stadio polisportivo di Serravalle, ribattezzato Olimpico nel 1985 (in quanto sede della prima edizione dei Giochi dei Piccoli Stati d'Europa) e infine San Marino Stadium nel 2014. Più volte ampliato e ammodernato, lo stadio di Serravalle ha una capienza totale di 7000 posti, suddivisi tra le due tribune; esso ospita inoltre le partite interne della Nazionale di calcio sammarinese e la finale del Campionato Sammarinese.
Nella stagione 2018-2019, a causa della rifacimento del manto erboso del San Marino Stadium in vista degli europei Under 21 del 2019 e, soprattutto, a causa dei rapporti deteriorati con la FSGC, il San Marino è stato costretto a emigrare allo stadio Massimo Sbrighi di Castiglione di Ravenna, frazione di Ravenna, in Italia.
Dalla stagione 2021-2022 la squadra gioca le partite casalinghe all'Acquaviva Stadium, sito nell'omonimo castello. L'impianto dispone di una tribuna coperta da 500 posti e di una tribuna scoperta capace di accogliere 149 tifosi ospiti, per una capienza complessiva di 649 posti.

### Centro di allenamento
Il San Marino svolge le proprie sedute di allenamento presso il centro sportivo E' Mount Center di Pietracuta.

## Società

### Sponsor
| Cronologia dei fornitori tecnici - 2003-2009 Virma - 2009-2012 Joma - 2012-2014 Lotto - 2014-2017 Givova - 2017-2019 Macron - 2021-2022 Erreà - 2022-2023 Nike - 2023-2024 Mizuno - 2024- Joma | Cronologia degli sponsor ufficiali - 2003-2009 Alfa Lum - 2009-2011 ... - 2011-2015 Asset Banca - 2015-2017 Nessuno sponsor - 2017-2018 Cesena Captive - 2018-2019 Nessuno sponsor - 2021-2022 Victor Lounge - 2022-2024 VeChain - 2024- Nuova Elettra |

## Allenatori e presidenti
- 1959-1971 ...
- 1971-1972  Mirko Pavinato[11]
- 1972-1974 ...
- 1974-1975  Alvaro Gasparini[12]
- 1974-1985 ...
- 1985-1988  Gabriele Lucchi
- 1988-1989  Gabriele Lucchi
 Giampaolo Mazza
 Gabriele Lucchi
- 1989-1990  Giampaolo Mazza
- 1990-1996  Franco Bonavita
- 1996-1997  Giampaolo Mazza
- 1997-1998  Giordano Cinquetti
- 1998-1999  Giordano Cinquetti (1ª-13ª)
 Wilmer Ferri (14ª-?ª)
 Giordano Cinquetti (?ª-34ª)
- 1999-2000  Sauro Trillini (1ª-16ª)
 Franco Bonavita (17ª-34ª)
- 2000-2001  Franco Bonavita (1ª-20ª)
 Mirco Fabbri (21ª-34ª)
- 2001-2002  Romeo Azzali
- 2002-2003  Gabriele Morganti (1ª-6ª)
 Carlo Regno (7ª-24ª)
 Massimo Morgia (25ª-34ª)
- 2003-2004  Massimo Morgia
- 2004-2005  Francesco Buglio
- 2005-2006  Francesco Buglio (1ª-30ª)
 Roberto Alberti Mazzaferro (31ª-34ª e play-out)
- 2006-2007  Roberto Alberti Mazzaferro (1ª-11ª)
 Walter Nicoletti (12ª-34ª e play-out)
- 2007-2008  Fabrizio Tazzioli
- 2008-2009  Franco Varrella (1ª-9ª)
 Mario Petrone (10ª-34ª e play-out)
- 2009-2010  Alberico Evani (1ª-32ª)
 Enrico Mengo (33ª-34ª e play-off)
- 2010-2012  Mario Petrone
- 2012-2013  Mario Petrone (1ª-5ª)
 Leonardo Acori (6ª-34ª)
- 2013-2014  Fernando José de Argila Irurita (1ª-14ª)
 Agatino Cuttone (15ª-30ª)
- 2014-2015  Alex Covelo (1ª-12ª)
 Fabrizio Tazzioli (13ª-32ª)
 Salvo Fulvio D'Adderio (33ª-38ª)
- 2015-2016  Filippo Medri
- 2016-2017  Filippo Medri (1ª-8ª)
 Giuseppe Di Meo (9ª-34ª)
- 2017-2018  Andrea Orecchia (1ª-16ª)
 Filippo Medri (17ª-34ª)
- 2018-2019  Simone Muccioli (1ª-25ª)
 Christian Jidayi (26ª)
 Rocco Cotroneo (27ª-34ª e play-out)
- 2021-2022  Gianni D'Amore
- 2022-2024  Stefano Cassani
- 2024-2025  Emmanuel Cascione (1ª-11ª)
 Oberdan Biagioni (12ª-34ª)
- 2025-  Andrea Malgrati

- 1959-1965 ...
- 1965-1969  Carlo Tonolli
- 1969-19??  Giancarlo Ghironzi
- 1987-1988  Germano De Biagi
- 1988-1989  Michael Bruschi
- 1989-2000 ...
- 2000-2002  Danilo Rossini
- 2002-2003  Giuseppe Bruscoli
- 2003-2004  Germano De Biagi
- 2004-2007  Werther Cornieti
- 2007-2008  Germano De Biagi
- 2008-2009  Daniele De Luigi
- 2009-2010  Claudio Petronici
- 2010-2011  Germano De Biagi
- 2011-2013  Danilo Pretelli
- 2013-2019  Luca Mancini
- 2021-2024  Luca Della Balda
- 2024-  Emiliano Montanari

## Palmarès

### Competizioni interregionali
- Serie D: 1

1999-2000 (girone F)
- Campionato Interregionale: 1

1987-1988 (girone D)

### Competizioni regionali
- Eccellenza: 1

1992-1993 (girone B), 1996-1997 (girone B), 2022-2023 (girone B)
- Promozione: 1

1985-1986 (girone A)
- Prima Categoria: 4

1964-1965 (girone A), 1969-1970 (girone A), 1979-1980 (girone A), 1984-1985 (girone A)
- Seconda Categoria: 1

1961-1962 (girone A)
- Coppa Italia Dilettanti Emilia-Romagna: 1

1996-1997

### Competizioni giovanili
- Campionato Juniores Dilettanti: 1

1996-1997

### Altri piazzamenti
- Serie C2:

Vittoria play-off: 2004-2005 (girone B)
- Lega Pro Seconda Divisione:

Secondo posto: 2008-2009 (girone B), 2011-2012 (girone A)
Finalista play-off: 2010-2011 (girone B)
- Campionato Interregionale:

Secondo posto: 1986-1987 (girone D)
- Prima Categoria:

Secondo posto: 1966-1967 (girone A)
Terzo posto: 1978-1979 (girone A)
- Coppa Italia Serie C:

Semifinalista: 2007-2008
- Scudetto Serie D:

Semifinalista: 1999-2000

## Statistiche e record

### Partecipazione ai campionati
| Livello | Categoria                       | Partecipazioni | Debutto   | Ultima stagione | Totale |
| ------- | ------------------------------- | -------------- | --------- | --------------- | ------ |
| 3º      | Serie C1                        | 2              | 2005-2006 | 2006-2007       | 5      |
| 3º      | Lega Pro Prima Divisione        | 2              | 2012-2013 | 2013-2014       | 5      |
| 3º      | Lega Pro                        | 1              | 2014-2015 | 2014-2015       | 5      |
| 4º      | Serie D                         | 11             | 1967-1968 | 2025-2026       | 22     |
| 4º      | Serie C2                        | 7              | 1988-1989 | 2007-2008       | 22     |
| 4º      | Lega Pro Seconda Divisione      | 4              | 2008-2009 | 2011-2012       | 22     |
| 5º      | Campionato Interregionale       | 5              | 1986-1987 | 1991-1992       | 11     |
| 5º      | Campionato Nazionale Dilettanti | 5              | 1993-1994 | 1998-1999       | 11     |
| 5º      | Serie D                         | 1              | 1999-2000 | 1999-2000       | 11     |

Il San Marino ha disputato in totale 38 campionati nazionali; le stagioni professionistiche sono 16, mentre quelle dilettantistiche sono 22.

### Partecipazione alle coppe
| Competizione          | Partecipazioni | Debutto   | Ultima stagione | Totale |
| --------------------- | -------------- | --------- | --------------- | ------ |
| Coppa Italia          | 2              | 2010-2011 | 2012-2013       | 2      |
| Coppa Italia Serie C  | 8              | 1988-1989 | 2007-2008       | 15     |
| Coppa Italia Lega Pro | 7              | 2008-2009 | 2014-2015       | 15     |
| Coppa Italia Serie D  | 8              | 1999-2000 | 2025-2026       | 8      |
| Poule Scudetto        | 1              | 1999-2000 | 1999-2000       | 1      |
| Trofeo Jacinto        | 1              | 1987-1988 | 1987-1988       | 1      |

## Tifoseria
Il San Marino, a livello di spettatori, è storicamente una delle squadre meno seguite del campionato al quale partecipa. Nella stagione 2005-2006, giocata in Serie C1, lo stadio Olimpico registrò una media di 862 spettatori (meglio solo di Lumezzane, Cittadella e Fermana), con un minimo di 278 spettatori contro la Pro Patria e un massimo di 4.512 nella sfida contro il Genoa, grazie alla massiccia presenza di oltre quattromila genoani. Nella stagione 2012-2013, giocata sempre in terza serie, la media fu di 484 spettatori.
A livello di tifoseria organizzata, due sono i gruppi ultras esistenti. Il più importante è il Nucleo 2000, che segue le partite dietro gli striscioni "Nucleo 2000" e "Titanici", quest'ultimo donato dalla società, e il Gruppo Erotico.